# David Lloyd George
David Lloyd George (Manchester, 1863. január 17. – Ty Newydd, 1945. március 26.) brit államférfi, aki az első világháború és a háború utáni rendezés során 1916–1922 között liberális párti miniszterelnökként vezette Nagy-Britanniát és a Brit Birodalmat. A versailles-i békeszerződést az Egyesült Királyság képviseletében ő írta alá. 1922-es bukásának közvetlen oka a Chanak krízis volt.

## Élete
David Lloyd George 1863. január 17-én született Manchesterben. Édesapja tanárként kereste kenyerét. Apja korai halálát követően David az édesanyjával Walesbe költözött, ahol életre szóló walesi hazafi vált belőle.
Tanulmányai befejezte után ügyvédi képesítést szerzett, majd 1890-ben Caernarvon liberális, parlamenti képviselőjévé választották. Ezt a posztot 1945-ig látta el. Gyors ismertségre tett szert radikalizmusa és a búr háború ellen tanúsított magatartása miatt. 1905-ben Sir Henry Campbell-Bannerman miniszterelnök kinevezte Lloyd George-ot a kereskedelmi minisztérium élére. 1908-ban pedig Herbert Asquith kormányának pénzügyminisztere lett. Lloyd George 1909-es költségvetését a nép költségvetésének nevezték, mivel a társadalombiztosítást támogatta volna. A Lordok Háza azonban ezt a kezdeményezését elutasította. Ez közvetlenül azt eredményezte, hogy az 1911-es parlamenti törvény következtében a lordok elveszítették vétójogukat.
Lloyd George az első világháború első éveiben a pénzügyminiszteri posztját megőrizte. 1915-ben Asquith háborús koalíciós kormányának lőszerellátásáért felelős minisztere lett. 1916 júliusában hadügyminiszterré nevezték ki. Ennek ellenére egyre kritikusabb hangot ütött meg Asquithszal szemben. 1916 decemberében konzervatív és munkáspárti támogatással Asquith helyére kinevezték miniszterelnöknek.
A háború utolsó két évében neki köszönhetően bevezették a Brit Királyi Haditengerészetben a konvojok használatát és egyesítették a szövetséges hadsereg parancsnokságát a francia Ferdinand Foch marsall vezetése alatt. A háború sikeres befejezése után Lloyd George-ot bizták meg Nagy-Britannia képviseletével a párizsi békekonferencián, mely megalkotta a versailles-i békeszerződést. A magyarságot érő igazságtalanságok ellen több ízben felszólalt és az etnikai alapon való felosztás híve volt. Ebben az olasz miniszterelnök Francesco Saverio Nitti támogatta. Ezekről a következőket nyilatkozta:
Soha nem lesz béke Délkelet-Európában‚ ha a most létrejövő kis államok mindegyikének jelentős magyar lakossága lesz. Ezért én a béke vezérelvének azt venném, hogy amennyire emberileg lehetséges, a különböző népfajok kapják meg saját hazájukat, és hogy ez az emberi szempont előzzön meg minden stratégiai, gazdasági vagy közlekedési meggondolást, melyek rendszerint más módon is megoldhatók.[...] Nem lesz béke Közép-Európában‚ ha utólag kiderül, hogy Magyarország igényei jogosak, és hogy egész magyar közösségeket úgy adtak át Csehszlovákiának és Erdélynek (Romániának) mint egy-egy marhacsordát csak azért, mert a konferencia elutasította a magyar ügy megvitatását.
Végül azonban az erős ellenállás miatt feladta ezen álláspontját és helyette George Nathaniel Curzon folytatta a tárgyalásokat, amelyek a trianoni békeszerződéshez vezettek. Miniszterelnöki pozícióját megőrizte, de ekkor már függött a konzervatívok támogatásától. 1921-ben biztosította az egyezményt, mely az Ír Szabadállam kikiáltásáról született. 1922 nyarán belekeveredett a lovagi címek adományozása körül kialakuló botrányba. Októberben kiléptek a koalícióból a törökországi brit külpolitika miatt. Ekkor Lloyd George lemondott miniszterelnöki pozíciójáról.
Bár parlamenti képviselő maradt korábbi politikai befolyását elveszítette. 1944 Dwyfor earljévé választották. 1945 március 26-án hunyt el a walesi Ty Newyddben.